# Polittico n. 28

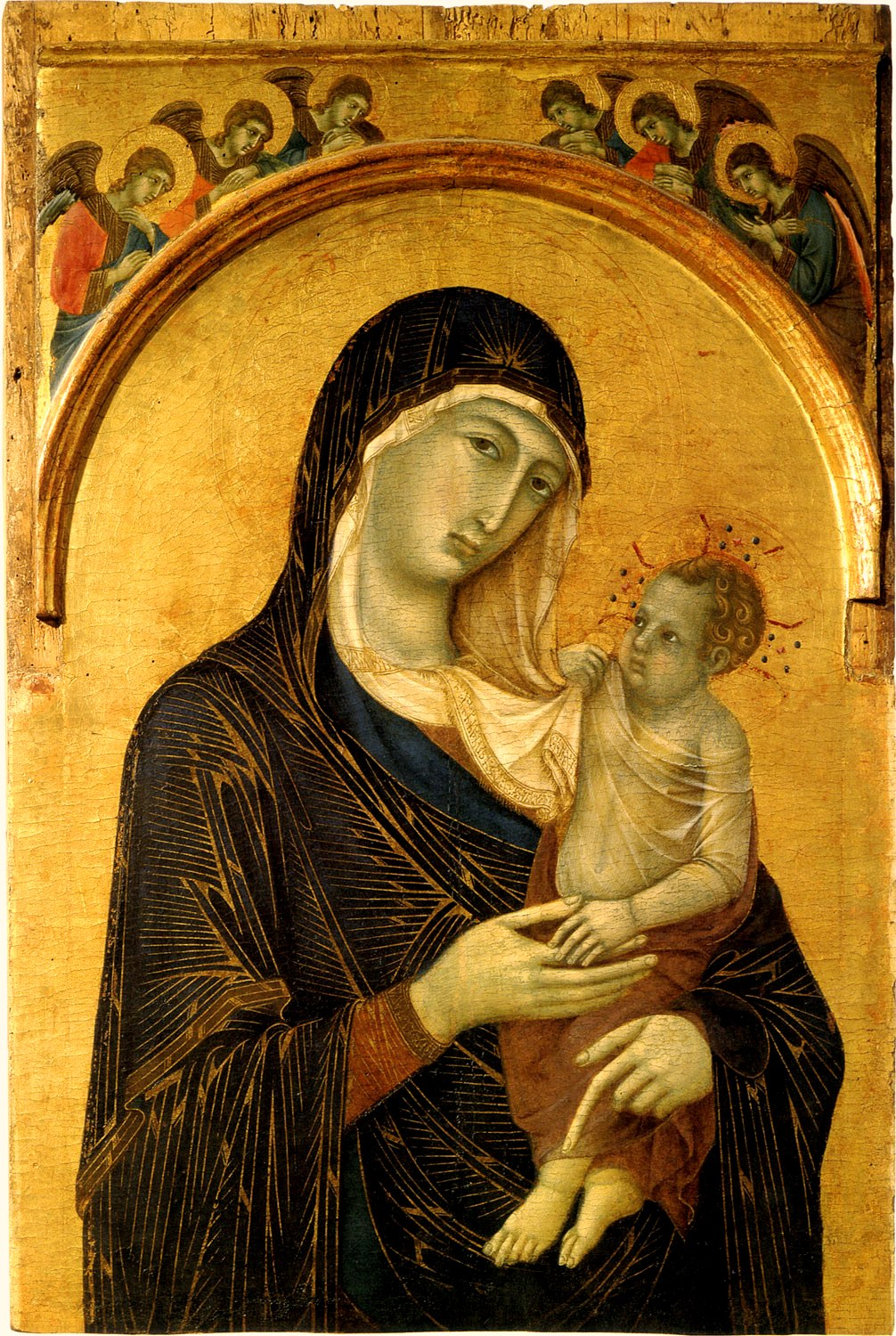
Duccio di Buoninsegna, Madonna col Bambino (1300-1305), Galleria Nazionale dell'Umbria, Perugia

Il Polittico n. 28 è un dipinto a tempera e oro su tavola (138,6x241,5 cm) di Duccio di Buoninsegna, databile al 1300-1305 circa. Proveniente probabilmente dalla chiesa di san Domenico di Siena, è oggi conservato nella Pinacoteca Nazionale senese con il numero di catalogo 28, cui spesso si fa riferimento.

## Storia
Il dipinto faceva parte della Galleria dell'Istituto delle Belle Arti di Siena, primo nucleo dell'attuale Pinacoteca Nazionale che ha ereditato il polittico. La prolungata residenza del polittico nella città di Siena e la presenza della figura di san Domenico nel polittico stesso (e anche di sant'Agostino, la cui regola Domenico adottò prima di ricevere l'approvazione della propria) fanno ritenere che il polittico provenga dalla chiesa di San Domenico a Siena.
L'opera non è firmata dall'artista, né esistono documenti scritti che aiutano a farla risalire con certezza a Duccio. La critica degli ultimi decenni attribuisce tuttavia il polittico a Duccio e ai suoi allievi, con ben pochi dissensi. Notevoli sono infatti le somiglianze somatiche dei personaggi e le similitudini stilistiche con altre opere di Duccio, quali la Maestà del Duomo di Siena. Alta è inoltre la qualità pittorica del dipinto, sicuramente superiore a quella degli allievi di Duccio o dei pittori della sua cerchia.
Anche sulla datazione dell'opera esistono ben poche divergenze. La notevole somiglianza con la Madonna col Bambino e Angeli della Galleria nazionale dell'Umbria, per la quale circostanze storiche permettono di stabilire una datazione nei primi cinque anni del Trecento, ha permesso di datare il dipinto in questione allo stesso periodo. Inoltre, un altro polittico molto simile attribuito all'anonimo Maestro di Città di Castello, ispirato a quello duccesco mostrato qui e di impianto sostanzialmente identico, fu prodotto per l'Eremo Agostiniano di Montespecchio, presso Murlo (Siena), con ogni probabilità in occasione di una nuova consacrazione della chiesa avvenuta nel 1307. Il 1307 è quindi una data entro la quale il polittico n. 28 di Duccio doveva essere stato realizzato, confermando una datazione ai primi anni del Trecento.

## Descrizione
Il polittico consta di cinque pannelli indipendenti sormontanti da una cuspide triangolare. Nel pannello centrale, più grande rispetto agli altri quattro, è raffigurata la Madonna col Bambino. I quattro pannelli laterali raffigurano, da sinistra verso destra, i santi Agostino, Paolo, Pietro e Domenico. Le cuspidi presentano angeli, con l'eccezione di quella centrale che raffigura Gesù Cristo.

## Stile
La pala d'altare qui mostrata, analogamente a tutte le opere dipinte nei primi 7-8 anni del XIV secolo, mostrano quanto Duccio di Buoninsegna stesse continuando in questi anni il suo processo di evoluzione verso un'arte figurativa sempre più raffinata e di integrazione di elementi fiorentini. L'utilizzo delle modulazioni chiaroscurali nei volti è decisamente più efficace rispetto al primo Duccio della Madonna Gualino (1280-1283), della Madonna di Crevole (1283-1284) o anche della Madonna Rucellai (1285). Nonostante la persistenza delle crisografie bizantine nel manto della Madonna e nelle sottovesti di alcuni santi, anche la resa dei vestiti appare globalmente migliorata rispetto al primo Duccio e comincia a far risaltare maggiormente la tridimensionalità delle pieghe. Certamente non c'è ancora il risalto chiaroscurale e quell'attenzione per le fonti di luce che è ravvisabile nella grandiosa Maestà del Duomo di Siena, ma la morbidezza e il gonfiore del panneggio dei santi mostra una nuova sensibilità verso il linguaggio di Giotto.
L'opera splende anche per una raffinatezza, tutta duccesca, dei volti. Anzi, in questo polittico Duccio si discosta ulteriormente dallo stile spigoloso di Cimabue che aveva caratterizzato la sua primissima opera (la Madonna Gualino) e che dalla Madonna di Crevole in poi aveva gradualmente abbandonato per approdare allo stile tutto suo evidente in questa opera. Qui infatti il modellato figurativo diventa ancora più morbido: la Madonna e il Bambino hanno volti più allungati rispetto anche alle ultime opere di Duccio del secolo appena trascorso. Le figure acquisiscono fisionomie aristocratiche che rimarranno fino alle ultimissime opere di questo artista. Il Bambino acquista le sembianze di un fanciullo vero. Maria si fa più delicata. Tutti i santi hanno un'eleganza e una raffinatezza di gusto transalpino. La pennellata è più fusa con passaggi sfumati. La tavola raffigurante la Madonna col Bambino con sei piccoli angeli, realizzata da Duccio negli stessi anni ed oggi visitabile presso la Galleria Nazionale dell'Umbria, riporta caratteristiche estremamente simili. Stessa cosa dicasi per la piccola Madonna Stoclet oggi esposta al Metropolitan Museum of Art di New York.
Questa pala d'altare occupa una posizione di primo piano nella storia dell'arte anche per un altro motivo. È il primo esempio di pala d'altare moderna, dotata di scomparti indipendenti a struttura architettonica. I vari pannelli sono trattati e dipinti in maniera indipendente e assemblati successivamente. Sono incorniciati da archi a tutto sesto e sormontati da cuspidi triangolari dipinte. Questa struttura si distingue non solo dalla grande pala verticale raffigurante una Maestà, cioè una Madonna in trono col Bambino, eventualmente circondata da angeli, ma anche dal dossale duecentesco in cui tutte le figure sono riportate su un unico pannello rettangolare disposto orizzontalmente e senza alcuna struttura architettonica. Questi polittici architettonici e a scomparti autonomi diventarono molto popolari nel corso del Trecento. La diffusione del polittico rispetto alla più tradizionale Maestà trova la sua spiegazione nel crescente culto per i santi e nella crescente visione della Madonna non solo come madre terrena di Gesù Cristo, ma anche di figura materna in cui rifugiarsi in preghiera e a cui raccomandarsi. Gli stessi santi sono figure magnanime, intercessori presso Dio Padre e Gesù Cristo, e quindi di nuovo figure di supporto per l'uomo medievale. Nel polittico Maria non è più quella solenne figura in trono, ma è una figura più umana, senza appellativi regali e quindi più approcciabile emotivamente. I santi hanno dimensioni analoghe alla Madonna, sottolineando l'importanza paritetica del loro culto rispetto a quello per la Vergine. Il passaggio graduale dalla Maestà al polittico è strutturale, ma riflette un cambiamento della percezione religiosa dell'uomo medievale.